# Крукс, Гарт
Гарт Э́нтони Крукс (англ. Garth Anthony Crooks; род. 10 марта 1958, Сток-он-Трент, Стаффордшир, Англия) — английский футболист, нападающий.

## Биография
Родился в г. Сток-он-Трент. Чернокожий, имеет ямайское происхождение.
В 1976 году начал выступления на взрослом уровне за местную команду «Сток Сити». Молодой форвард быстро стал одним из лидеров команды и получил вызов в сборную Англии для игроков до 21 года, за которую забил 3 гола в 4-х проведённых матчах. Для его клуба те годы были не слишком удачны: в сезоне 1976/77 команда вылетела из высшего дивизиона, в сезоне 1978/79 вернулась обратно, но её уделом в высшей лиге в любом случае была борьба за выживание.
В 1980 году 22-летнего нападающего купил лондонский клуб «Тоттенхэм», один из сильнейших в те годы в Англии. В составе «шпор» Крукс составил хороший атакующий дуэт со Стивом Арчибальдом. В сезоне 1980/81 «шпоры» стали в чемпионате лишь десятыми, зато выиграли Кубок Англии, победив в финале в переигровке «Манчестер Сити» (1:1; 3:2), один из голов тогда забил Крукс, став первым темнокожим футболистом, забившим гол в финале Кубка Англии, дубль в переигровке оформил чемпион мира Рикардо Вилья. В сезоне 1981/82 Крукс в составе «Тоттенхэма» выиграл второй подряд Кубок Англии; на сей раз главным героем финала стал Гленн Ходдл, забивший оба гола в ворота «Куинз Парк Рейнджерс» (счёт 1:1; 1:0); в чемпионате, в котором в те годы доминировал «Ливерпуль», команда стала четвёртой. В сезоне 1983/84 Крукс в составе «шпор» выиграл Кубок УЕФА; в решающих матчах того турнира Гарт, к тому времени потерявший место в основном составе, не играл; часть сезона 1983/84 он провёл в аренде в «Манчестер Юнайтед». Последним сезоном Крукса в «Тоттенхэме» стал сезон 1984/85, в котором его команда после нескольких лет непопадания в первую тройку чемпионата стала третьей.
По окончании того сезона Гарт Крукс покинул лондонский клуб и подписал контракт с клубом «Вест Бромвич Альбион». Там он провёл два сезона, в первом из которых «дрозды» заняли последнее место в высшей лиге, а во втором были середняками второго дивизиона, зато он имел в этой команде достаточно игровой практики. Последним клубом Крукса стал «Чарльтон Атлетик», за который он играл в 1987—1990 годах, этот клуб был тогда одним из аутсайдеров высшего дивизиона, два сезона при Круксе он спасался от вылета, а на третий всё же покинул лигу. По окончании этого третьего сезона Гарт Крукс завершил игровую карьеру из-за травмы колена.
Отметим, что несмотря на свои достижения на клубном уровне, в сборную Англии Крукс так и не был приглашён.
В 1988 году Крукс был избран председателем Профессиональной футбольной ассоциации (ПФА), став первым её чернокожим председателем. Двумя годами позже, после завершения карьеры, он ушёл с этого поста.
В настоящее время Крукс является футбольным журналистом Би-би-си. Первый журналистский опыт он приобрёл ещё будучи действующим игроком, когда выступал в роли футбольного аналитика на ЧМ-1982; затем исполнял ту же роль на ЧМ-1990; на ЧЕ-2000 и ЧМ-2002 делал репортажи из расположения сборной Англии для программы Match of the Day. В 1999 году был награждён званием офицера Ордена Британской империи (OBE) за заслуги перед футболом — как игровые, так и связанные с его пропагандой. Регулярно появляется в передаче BBC Final Score в качестве эксперта, также берёт интервью у футболистов после матчей.

## Достижения
- 3-е место в Первом дивизионе Футбольной лиги: 1984/85
- Обладатель Кубка Англии (2): 1980/81, 1981/82
- Обладатель Кубка УЕФА: 1983/84